# Уильямс, Джордж (филантроп)
Сэр Джордж Уильямс (11 октября 1821, Сомерсет — 6 ноября 1905, Лондон) — основатель YMCA.
Уильямс родился на ферме в Сомерсете (Англия). В юности он описывал себя как «небрежный, неосмотрительный, безбожный», но в конечном счёте стал искренне верующим христианином.
Он приехал в Лондон и стал работать в магазине, торгующем оптом и в розницу тканью для пошива одежды. Ужаснувшись страшными условиями жизни молодых рабочих в Лондоне, он собрал группу из таких же, как он, торговцев, чтобы создать организацию, в которой молодые мужчины не впадали бы в греховные искушения. Это была YMCA (молодёжная христианская организация).
Уильямс был удостоен звания «сэр» в 1894 году королевой Викторией. После его смерти в 1905 году, его память была увековечена специальной табличкой в нефе аббатства Вестминстер. Сэр Джордж Уильямс похоронен в соборе Святого Павла.